# Solanum ferreyrae
Solanum ferreyrae là loài thực vật có hoa trong họ Cà. Loài này được Ugent miêu tả khoa học đầu tiên năm 1975.